# Klubi Futbollit Laçi 2010-2011

## Rosa
| N. |                       | Ruolo | Calciatore       |
| -- | --------------------- | ----- | ---------------- |
| 3  | Albania (bandiera)    | C     | Elton Doku       |
| 5  | Albania (bandiera)    | D     | Ervis Kaja       |
| 6  | Albania (bandiera)    | D     | Saimir Kastrati  |
| 7  | Albania (bandiera)    | C     | Erjon Vuçaj      |
| 8  | Albania (bandiera)    | C     | Elio Shazivari   |
| 9  | Albania (bandiera)    | A     | Vilfor Hysa      |
| 11 | Albania (bandiera)    | A     | Bledar Marashi   |
| 14 | Montenegro (bandiera) | C     | Miodrag Karadzić |
| 21 | Albania (bandiera)    | D     | Besnik Buraku    |
| 23 | Albania (bandiera)    | C     | Alfred Zefi      |
| 24 | Albania (bandiera)    | A     | Arbër Haliti     |
| 25 | Croazia (bandiera)    | C     | Silvio Cavrić    |
| 77 | Albania (bandiera)    | P     | Bledar Vashaku   |
| -  | Albania (bandiera)    | P     | Olti Bishani     |
| -  | Albania (bandiera)    | P     | Enis Haxhiu      |
| -  | Albania (bandiera)    | P     | Bledar Malaj     |
| -  | Albania (bandiera)    | P     | Ervin Llani      |
| -  | Albania (bandiera)    | D     | Emiliano Çela    |
| -  | Albania (bandiera)    | D     | Jetmir Nina      |
| -  | Albania (bandiera)    | D     | Flogert Hima     |

| N. |                     | Ruolo | Calciatore          |
| -- | ------------------- | ----- | ------------------- |
| -  | Albania (bandiera)  | D     | Ardian Gega         |
| -  | Albania (bandiera)  | D     | Fatjon Tafaj        |
| -  | Albania (bandiera)  | D     | Julian Brahja       |
| -  | Croazia (bandiera)  | D     | Stipe Buljan        |
| -  | Croazia (bandiera)  | D     | Stanislav Vidaković |
| -  | Albania (bandiera)  | D     | Ervin Rexha         |
| -  | Serbia (bandiera)   | D     | Borko Milenković    |
| -  | Albania (bandiera)  | C     | Denis Mustafaj      |
| -  | Albania (bandiera)  | C     | Armand Pasha        |
| -  | Albania (bandiera)  | C     | Roland Bushi        |
| -  | Albania (bandiera)  | C     | Kleo Laska          |
| -  | Albania (bandiera)  | C     | Emiliano Veliaj     |
| -  | Svizzera (bandiera) | C     | Nezbedin Selimi     |
| -  | Albania (bandiera)  | A     | Vangjel Mile        |
| -  | Albania (bandiera)  | A     | Valdan Nimani       |
| -  | Albania (bandiera)  | A     | Igli Kokona         |
| -  | Albania (bandiera)  | A     | Kelvin Jushi        |
| -  | Albania (bandiera)  | A     | Julian Malo         |
| -  | Croazia (bandiera)  | A     | Mate Dragičević     |